# Оссінеке (Мічиган)
Оссінеке (англ. Ossineke) — переписна місцевість (CDP) в США, в окрузі Алпена штату Мічиган. Населення — 932 особи (2020).

## Географія
Оссінеке розташований за координатами 44°54′30″ пн. ш. 83°25′55″ зх. д. / 44.90833° пн. ш. 83.43194° зх. д. (44.908297, -83.432043).  За даними Бюро перепису населення США в 2010 році переписна місцевість мала площу 9,50 км², з яких 9,47 км² — суходіл та 0,03 км² — водойми.

## Демографія
Згідно з переписом 2010 року, у переписній місцевості мешкало 938 осіб у 395 домогосподарствах у складі 276 родин. Густота населення становила 99 осіб/км².  Було 532 помешкання (56/км²).
Расовий склад населення:
| - 97,5 % — білих - 1,0 % — корінних американців - 0,7 % — азіатів - 0,1 % — вихідців з тихоокеанських островів - 0,1 % — чорних або афроамериканців |

До двох чи більше рас належало 0,5 %. Частка іспаномовних становила 0,7 % від усіх жителів.
За віковим діапазоном населення розподілялося таким чином: 21,5 % — особи молодші 18 років, 59,8 % — особи у віці 18—64 років, 18,7 % — особи у віці 65 років та старші. Медіана віку мешканця становила 46,1 року. На 100 осіб жіночої статі у переписній місцевості припадало 100,0 чоловіків;  на 100 жінок у віці від 18 років та старших — 96,8 чоловіків також старших 18 років.
Середній дохід на одне домашнє господарство  становив 45 997 доларів США (медіана — 32 938), а середній дохід на одну сім'ю — 55 945 доларів (медіана — 37 578). За межею бідності перебувало 24,3 % осіб, у тому числі 26,9 % дітей у віці до 18 років та 3,3 % осіб у віці 65 років та старших.
Цивільне працевлаштоване населення становило 408 осіб. Основні галузі зайнятості: освіта, охорона здоров'я та соціальна допомога — 23,0 %, мистецтво, розваги та відпочинок — 12,0 %, виробництво — 8,3 %, роздрібна торгівля — 8,1 %.